# Mari Antuan Karem
Mari Antuan (Antonin) Karem (francuski: ; 8. jun 1784 — 12. januar 1833) bio je francuski kuvar, rani praktičar i zagovarač složenog stila kuvanja poznatog kao velika kuhinja, „visoka umetnost” francuskog kuvanja: grandioznog stila kuvanja favorizovanog među međunarodnim kraljevskim porodicama i od nedavno bogatim stanovnicima Pariza. Karem se često smatra jednim od prvih međunarodno poznatih slavnih kuvara.

## Biografija
Napušten od strane roditelja u Parizu 1794. godine, u jeku Francuske revolucije, on je radio kao kuhinjski dečak u jeftinom pariskom restoranu u zamenu za sobu i pansion. Godine 1798. zvanično je bio pomoćnik Silvana Bejlija, čuvenog poslastičara sa prodavnicom u blizini kraljevske palate. Postrevolucionarna oblast kraljevske palate je bio moderni kvart visokog profila, pun živopisnog života i užurbane gužve. Bejli je prepoznao njegov talenat i ambiciju. Do vremena kad je bio spreman da napusti Bejlija, mogao je da ugovori da ima mogućnost da napusti svog novog poslodavca kada dođe bolja ponuda. Karem je otvorio svoju prodavnicu, Pâtisserie de la rue de la Paix, koju je održavao do 1813. godine.
Karem je stekao slavu u Parizu svojim pièces montées, složenim konstrukcijama koje se koriste kao središnje figure, koje je Bejli prikazivao u izlogu svoje radnje. On je pravio te poslastice, koje su ponekad bile visoke i preko metra, u potpunosti od namirnica poput šećera, marcipana i peciva. On ih je modelovao u hramove, piramide i drevne ruševine, uzimajući ideje iz knjiga o arhitektonskoj istoriji koje je proučavao u obližnjoj Nacionalnoj biblioteci, zahvaljujući prosvetljenom stavu svog prvog poslodavca Bejlija. On je zaslužan za izum velikog nugata i velikog melanža, krokvanta, napravljenih od badema i meda, i solilema.

### Profesionalni napredak
Nakon što je tri godine ostao sa Bajiem, Karem se pridružio drugom proslavljenom poslastičaru, Žendronu, koji je bio baziran u ulici Petits-Šamps. Karem je voleo da radi za Žendrona, gde su njegove talente cenili prestižni kupci, uključujući ministra finansija, markiza de Barbe-Marbva. Karem je imao koristi od fleksibilnih uslova koje je ponudio Žendron, jer mu je bilo dozvoljeno da radi kao slobodnjak, uslužujući važne bankete. Godine 1803, otvorio je sopstvenu radnju u ulici la Pe, poslujući tamo tokom jedne decenije. Uporedo sa vođenjem svoje radnje, izgradio je ono što jedan biograf naziva „povremenom, ali spektakularnom karijerom“, prvo kao kuvar specijalista, a kasnije kao šef kuhinje, na velikim carskim, društvenim i vladinim banketima. U oktobru 1808, Karem se oženio sa Enriet Sofi Maji de Šatene. Oni nisu imali dece, iako je Karem kasnije imao ćerku Mari sa drugom ženom, Agatom Gišarde.
Pored svojih veština kao poslastičara, Karem je postao stručnjak za druge grane kulinarstva. On je bio je pod uticajem ranijih kuvara i pisaca o hrani, i proučavao je Modernog kuvara Vincenta la Šapela (1736), Dvorske večere (1758) Žozefa Menona i Lemerijevu Obradu hrane (1792). On je radio za ili zajedno sa vodećim pariskim kuvarima; kasnije je napisao:
Od 1803. do 1814. Karem je radio kao kuvar-poslastičar u kuhinjama Talero u Hotelu de Galife, pod glavnim kuvarom, Bušeom. On je nastavio da uči o kulinarstvu uopšte i bio je angažovan da kuva za posebne događaje kao što su svečanosti povodom venčanja Žeroma Bonaparte sa Katarinom od Virtemberga (1807) i venčanja Napoleona sa Marijom-Luizom od Austrije (1810). Iako je bio u godinama za regrutaciju u vojsku, Karem nije pozvan; Moguće je da je Talero obezbedio izuzeće, ali to nije izvesno.

## Karemovi radovi
Karem je napisao nekoliko knjiga o kuvanju, a pre svega enciklopedijsko delo L'Art de la Cuisine Française (5 tomova, 1833–34, od kojih su tri kompletirana pre njegove smrti), koje obuhvata, pored stotina recepata, planove za menije i raskošne stone postavke, istoriju francuskog kulinarstva, i uputstva za organizovanje kuhinja.
- Le Pâtissier royal parisien, ou Traité élémentaire et pratique de la pâtisserie moderne, suivi d'observations utiles au progrès de cet art, et d'une revue critique des grands bals de 18
- Le Maître d'hôtel français, ou Parallèle de la cuisine ancienne et moderne, considéré sous rapport de l'ordonnance des menus selon les quatre saisons. (Paris, 2 vols. 1822)[17][18]
- Projets d'architecture pour l'embellissement de Sainte Petersburg. (Paris, 1821)
- Projets d'architecture pour l'embellissement de Paris. (Paris, 1826)
- Le Pâtissier pittoresque, précédé d'un traité des cinq ordres d'architecture (Paris, 1828; 4th  edition, Paris, 1842)
- Le Cuisinier parisien, Deuxième édition, revue, corrigée et augmentée. (Paris, 1828)
- L'Art de la cuisine française au dix-neuvième siècle. Traité élémentaire et pratique. (Volumes 1-5. [Work completed after Carême's death by Armand Plumerey.] Paris, 1833–1847)[19]
- The royal Parisian pastrycook and confectioner ([From the original of Carême, edited by John Porter] London, 1834)
- French Cookery, Comprising l'Art de la cuisine française; Le Pâtissier royal; Le Cuisinier parisien... ( [translated by William Hall] London, 1836)

## Literatura
- „Carême's career”. Архивирано из оригинала 21. 12. 2007. г. Приступљено 23. 9. 2008.
- „Marie-Antoine Careme”. Find a Grave. Приступљено 2. 11. 2008.
- Kelly, Ian (2004). Cooking For Kings: The Life of Antoine Carême, the First Celebrity Chef. Walker & Co. ISBN 978-0-8027-1436-7.
- Metzner, Paul (11. 11. 1998). Crescendo of the Virtuoso: Spectacle, Skill, and Self-Promotion in Paris during the Age of Revolution. Berkeley: University of California Press. ISBN 978-0-520-20684-7. Приступљено 23. 9. 2008.
- Patrick Rambourg, Histoire de la cuisine et de la gastronomie françaises, Paris, Ed. Perrin (coll. tempus n° 359), 2010, 381 pages.  978-2-262-03318-7
- Alexandre, Philippe; Béatrix de l'Aulnoit (2015). Le Roi Carême (на језику: French) (Kindle изд.). Paris: Albin Michel. ISBN 978-2-226-30045-4.
- Beard, James (1977). Theory & Practice of Good Cooking. New York: Knopf. ISBN 978-0-89043-108-5.
- Bernier, Georges (1989). Antonin Carême, 1783–1833: la sensualité gourmande en Europe (на језику: French). Paris: Grasset. ISBN 978-2-246-42071-2.
- Carême, Antonin (1815). Le pâtissier royal parisien (на језику: French). Paris: Dentu. OCLC 1045241366.
- Carême, Antonin (1822). Le maitre-d'hôtel français (на језику: French). Paris: Renouard. OCLC 1040640006.
- Child, Julia (2008). Julia's Kitchen Wisdom. New York: Knopf. ISBN 978-0-375-41151-9.
- Davidson, Alan (1999). „Sugar paste”.  Ур.: Alan  Davidson. The Oxford Companion to Food. Oxford: Oxford University Press. ISBN 978-0-19-211579-9.
- Davis, Jennifer (2013). Defining Culinary Authority: The Transformation of Cooking in France, 1650–1830. Baton Rouge: Louisiana State University Press. ISBN 978-0-80-714533-3.
- Grimod de La Reynière, Alexandre-Balthazar-Laurent (1803). Almanach des gourmands (на језику: French). Paris: Maradan. OCLC 1040260755.
- Hoefer, M. (1852). Nouvelle biographie universelle (на језику: French). Paris: Firmin Didot fréres. OCLC 1049964003.
- Hyman, Philip; Mary Hyman (1999). „French cookbooks”.  Ур.: Alan  Davidson. The Oxford Companion to Food. Oxford: Oxford University Press. ISBN 978-0-19-211579-9.
- Mennell, Stephen (1996). All Manners of Food: Eating and Taste in England and France from the Middle Ages to the Present. Urbana: University of Illinois Press. ISBN 978-0-252-06490-6.
- Montagné, Prosper (1976). Larousse gastronomique. London: Hamlyn. OCLC 1285641881.
- Plumerey, Armand (1847). L'art de la cuisine française au dix-neuviême siêcle (на језику: French). 5. Paris: Fayot. OCLC 969509254.
- Rey, Marie-Pierre (2021). Le premier des chefs: l'exceptionnel destin d'Antonin Carême (на језику: French). Paris: Flammarion. ISBN 978-2-08-142057-1.
- Robinson, Jancis (2014). The Oxford Companion to Wine (fourth изд.). Oxford: Oxford University Press. ISBN 978-0-19-870538-3.
- Snodgrass, Mary Ellen (2004). Encyclopedia of Kitchen History. London: Taylor & Francis. ISBN 978-1-280-25674-5.
- Wheaton, Barbara (1999). „Carême, Antonin”.  Ур.: Alan  Davidson. The Oxford Companion to Food. Oxford: Oxford University Press. ISBN 978-0-19-211579-9.
- Goldstein, Darra (1995). „Russia, Carême, and the Culinary Arts”. The Slavonic and East European Review. 73 (4): 691—715. (потребна претплата)